# Llombard alpí
El dialecte llombard alpí és un grup de dialectes que constitueixen una de les varietats principals del llombard, un idioma gal·loitàlic reconegut com a llengua minoritària europea des de 1981 (Informe 4745 del Consell d'Europa) i registrada per la Unesco (Red book on endangered languages) entre les llengües que necessiten protecció. La definició exacta del llombard alpí és encara sota debat avui en dia, entre els que la consideren un subgrup dialectal uniforme i els que l'identifiquen, en canvi, de forma genèrica com el conjunt de tots aquells dialectes llombards de tipus conservador, que han mantingut característiques lingüístiques que han desaparegut en els dialectes del pla, però no sempre sense solució de continuïtat.

## Variants
Les principal variants dialectals del llombard alpí són
- Ossolà, parlat en la vall d'Ossola i en el territori del Cusio (també considerada variant del llombard occidental)
- Bormí, parlat a la ciutat de Bormio
- Livignasc, parlat a la comuna de Livigno
- Chiavennasc, parlat, amb les seves variants, a la Valchiavenna i a Val Bregaglia
- alt camúnic, a la Val Camonica (no s'ha de confondre amb l'extinta llengua camúnica)
- dialecte del Sopraceneri (variant també del dialecte ticinès, que forma part del llombard occidental)

## Característiques
El llombard alpí, caracteritzar per trets arcaics i per una certa semblança amb el romanx, llengua estesa més al nord, es parla a l'arc alpí llombard, és a dir, d'oeset a est, a la part septentrional de la Vall d'Ossola, en la zona més al nord del Cantó de Ticino i a l'alta Valtellina.
Els dialectes llombards alpins són els idiomes que han conservat millor algunes peculiaritats dels proto-dialectes del nord d'Itàlia que es parlaven en gairebé tota la Plana Padana abans de l'època medieval. Aquests dialectes tenien una forta connotació gal·loromànica, una empremta que va ser posteriorment mitigada. Per exemple, pel que fa als proto-dialectes, "les cabres" s'anomenaven en el dialecte milanès medieval [las kˈavras].
El que ha quedat de la peculiaritat del proto-dialecte gal romanx en el dialecte llombard alpí es pot reconèixer també en la llengua francesa, en especial en el francès medieval:
- palatalització  de la [k] i de la [g] quan són seguides de la [a]: per exemple, la paraula en llombard alpí [can], (en català "gossos"); la paraula [ɟat], en català "gat" (en francès chien i chat);
- manteniment dels enllaços consonàntics en presència de la [l]: per exemple, la paraula del lombard alpí [blank], en català "blanc"; la paraula en llombard alpí [klaf] (en català "clau"); la paraula en llombard alpí [ˈflama] (en català "flama"); la paraula en llombar alpí [glaʧ] (en català "gel"); la paraula en llombar alpí [pløf] (en català "plou") (en francès blanc, clef, flamme, glace, il pleut).